# Room For A Shroom

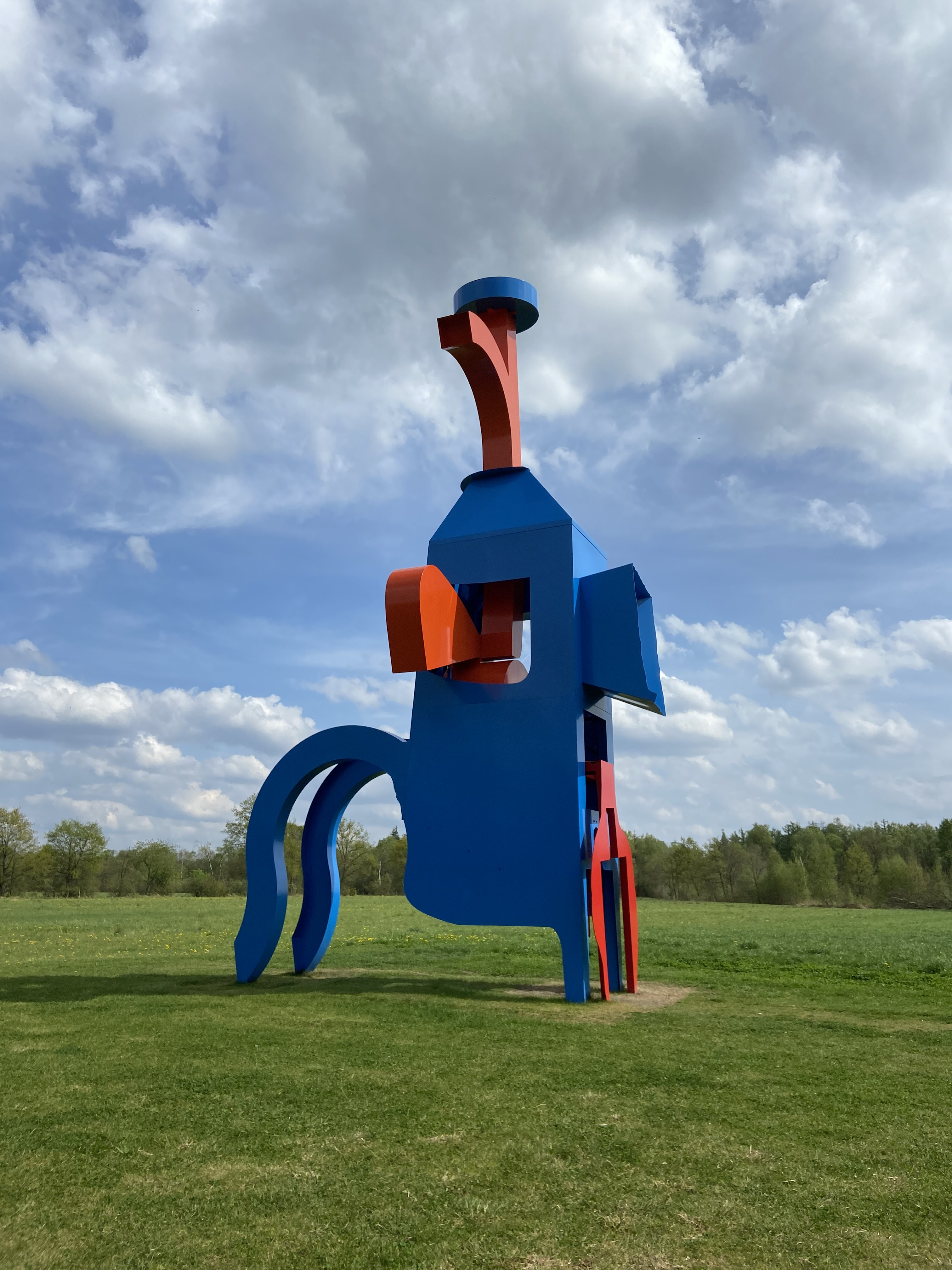
Het werk Room For A Shroom in Zonhoven.

Room For A Shroom is een kunstwerk ontworpen door de Roemeense kunstenaar Șerban Ionescu. Het werk werd in 2024 geïnstalleerd in de Belgische gemeente Zonhoven. Het maakt deel uit van een ruimtelijk project waarbij een stuk van de Kauwbosstraat onthard werd en heringericht tot een groene en toegankelijke wandelzone.
Het kunstwerk vormt het visuele en belevingsgerichte middelpunt van deze vernieuwde publieke ruimte.

## Ontwerp en betekenis
Het kunstwerk werd ontworpen door de in New York gevestigde kunstenaar Șerban Ionescu, bekend om zijn speelse, organische vormen en gebruik van kleur. Room For A Shroom stelt een paddenstoelachtige structuur voor in levendige tinten. De constructie is voornamelijk gemaakt uit staal.
Volgens Ionescu staat de paddenstoel symbool voor groei, transformatie en verbinding tussen mens en natuur. De felblauwe en rood-oranje kleuren hebben ook een betekenis. Blauw verwijst naar het water van de Wijers (een natuurgebied in de regio) en het rood-oranje naar het belang van ijzeroer (een soort ijzererts) dat vroeger werd ontgonnen in Zonhoven.  

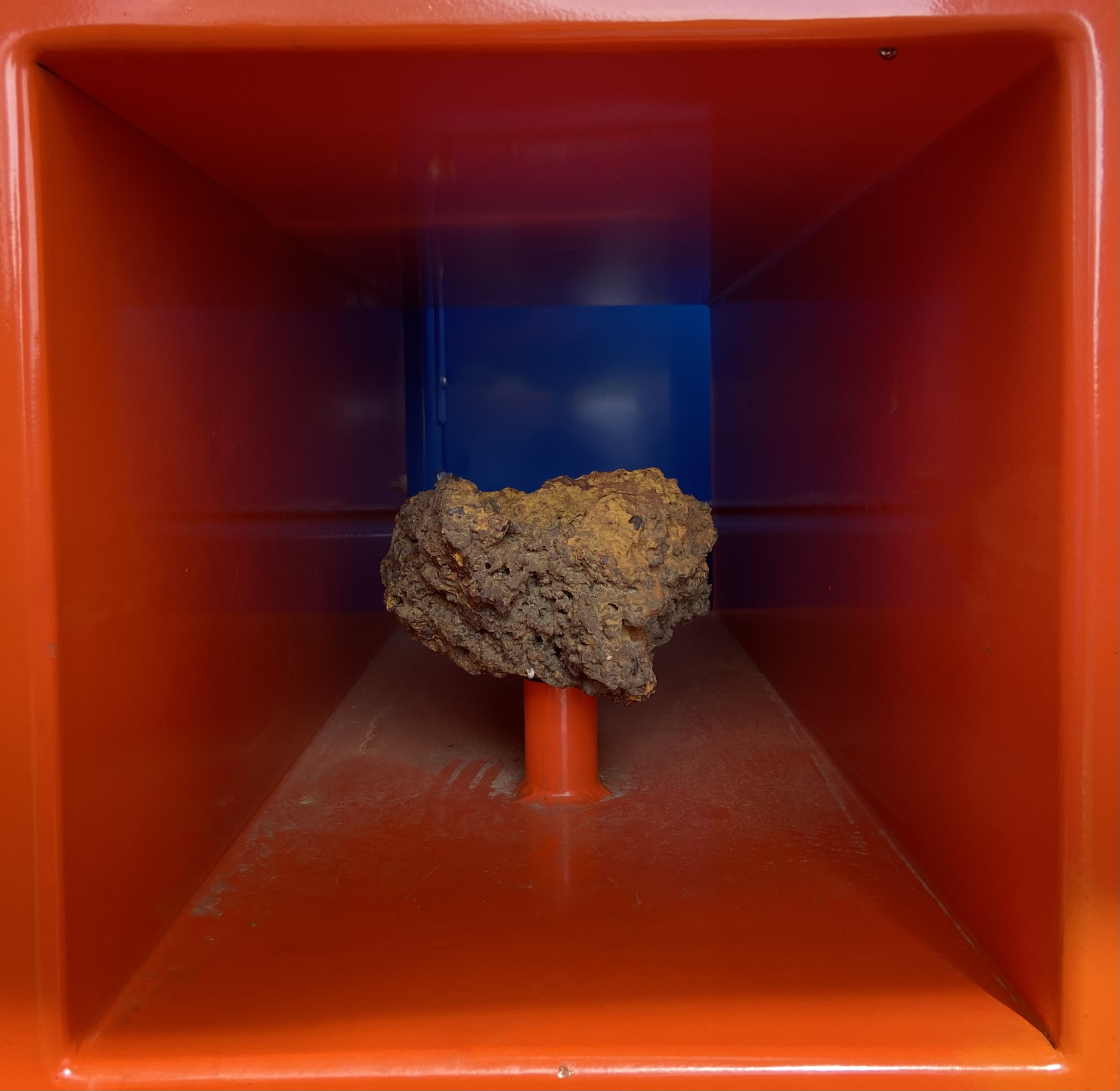
Een blok ijzeroer in het kunstwerk Room For a Shroom (Zonhoven).

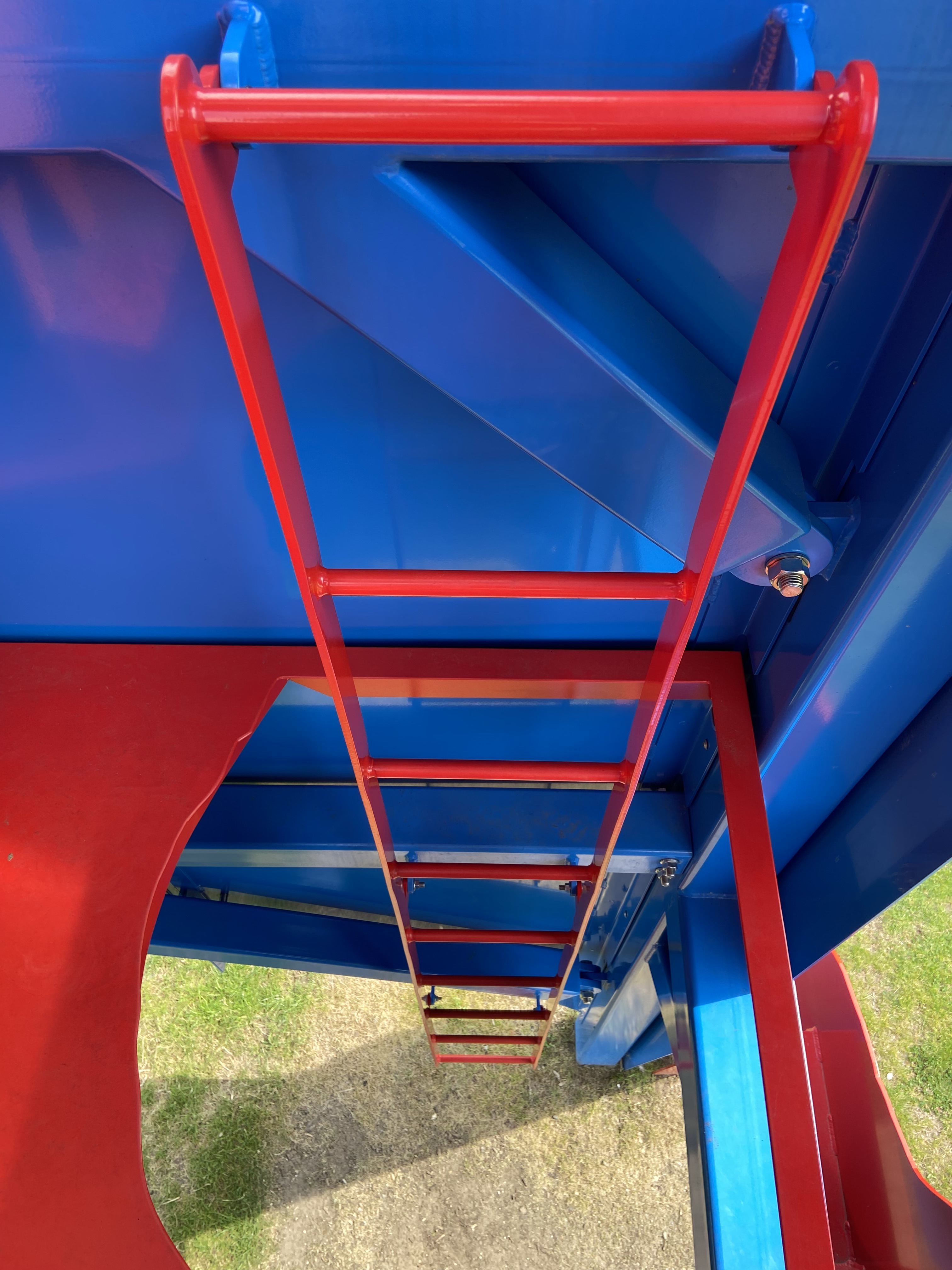
De trappen om in het werk Room For A Shroom (Zonhoven) naar boven te klimmen.

De sculptuur bestaat uit 3 onderdelen: het hart, het dier en de paddenstoel. Het hart kan je ontdekken door in het werk te klimmen via de rode ladder. Vanboven vind je, naast een mooi uitkijkpunt, een grote blok ijzeroer. Het skelet van de sculptuur, oftewel het blauwe lichaam zou staan voor het dier: een eerbetoon aan de viervoeters die over dit land lopen. De oranje ‘paddenstoel’ groeit naar de hemel, wat symbool staat voor het eeuwig zoeken naar de zon en het licht.

## Realisatie

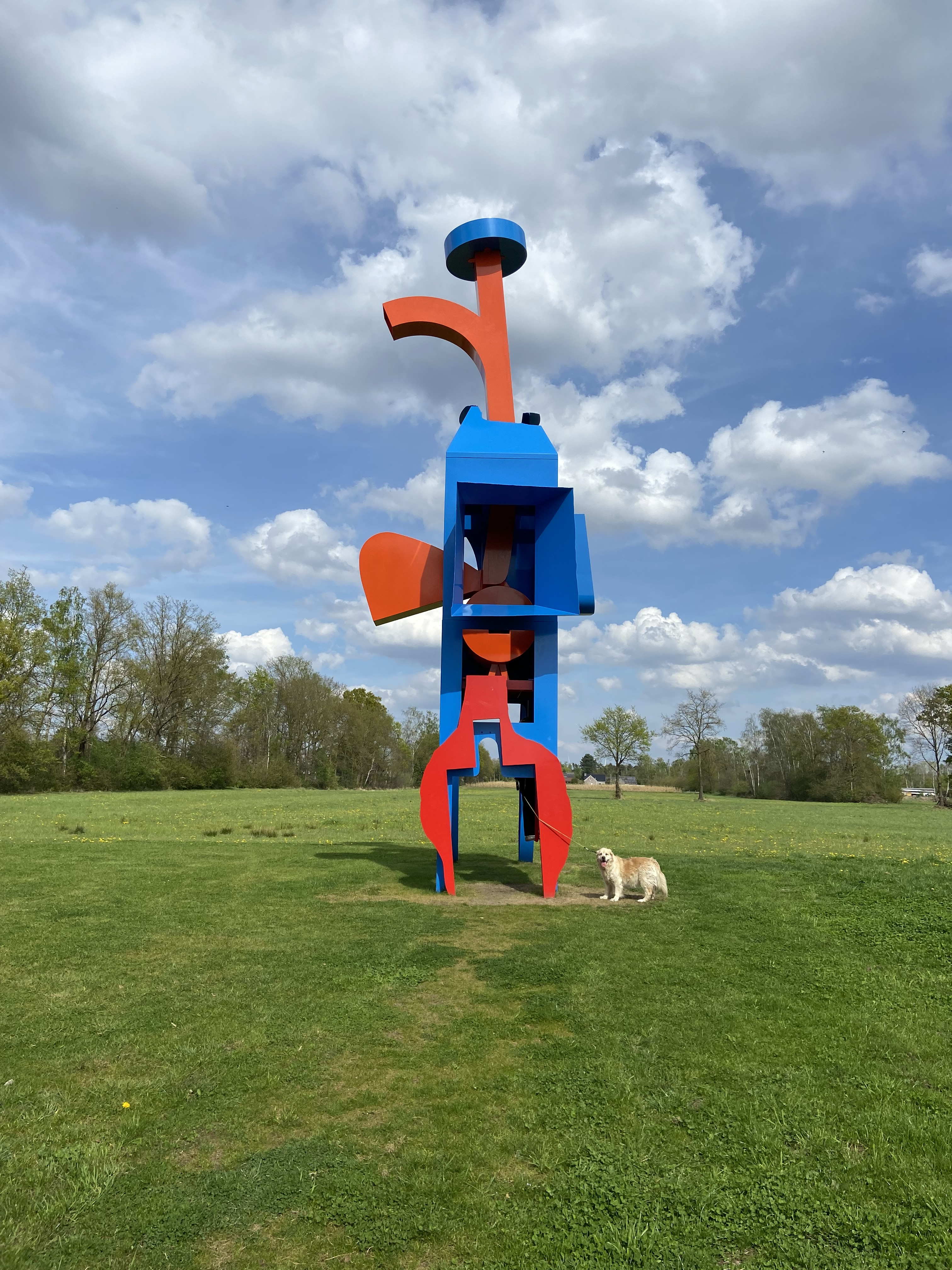
Het werk Room For A Shroom in Zonhoven.

Het project werd mogelijk gemaakt met steun van de gemeente Zonhoven, de Vlaamse Landmaatschappij en de Vlaamse Overheid. De Nieuwe Opdrachtgevers begeleidde het project. Er werd samengewerkt met buurtbewoners, boeren en vertegenwoordigers van MPI Ter Heide. Het kunstwerk kostte 100.000 euro.

### Partners
- Gemeente Zonhoven: Kristel Ceulemans, Guido Pirotte en Johan Vanhoyland
- Vlaamse Landmaatschappij: Koen Grieten en Edith Willems
- Curator/bemiddelaar: Louise Goegebeur (De Nieuwe Opdrachtgevers)
- Opdrachtgeversgroep: Anouk Jonkmans, Els Luyckfassee, Sarah Maes, Ina Vandewijer, An Buekers, Kristien Koeken en Liselotte Alentijns

## Negatieve reacties
De publieke financiering leidde bij sommigen tot kritiek, vooral online, waar gebruikers het kunstwerk als “geldverspilling” of “onzin in de openbare ruimte” bestempelden. Zowel in de Zonhovense Facebookgroep “Ge zijt van Zonhoven als...” als tijdens de gemeenteraad vragen mensen zich af waarom de gemeente geen Limburgse kunstenaar koos voor het project. Schepen van cultuur Johan Vanhoyland reageerde dat twee Limburgse kunstenaars in de loop van het project afhaakten, waarna ze op Ionescu stootten.
De initiatiefnemers benadrukten dat het werk kadert binnen een breder beleid rond ontharding, groenontwikkeling en maatschappelijke beleving van de publieke ruimte. Volgens hen is kunst in de publieke ruimte ook bedoeld om debat uit te lokken.

## Vandalisme
In juli 2024 werd Room For A Shroom beplakt met extreemrechtse, homofobe stickers, van de radicaal-rechtse jongerenbeweging Schild & Vrienden. De gemeente verwijderde de stickers zo snel mogelijk. Wie achter de actie zit is onduidelijk.